# Marie Anna Bourbonská (1689–1720)
Marie Anna Bourbonská (18. dubna 1689, Versailles – 21. března 1720, Hôtel de Condé) byla princeznou královské krve u francouzského dvora ve Versailles. Jako první manželka Louise Henriho Bourbona byla sňatkem vévodkyní z Bourbonu a kněžnou z Condé. Zemřela bezdětná během regentství Filipa Orleánského. Byla známá jako mladší vévodkyně, oproti své tchyni, starší vévodkyni. Navzdory tomu, že byl její manžel také knížetem z Condé, užíval nadále jen titul vévoda z Bourbonu, titul, kterým byla známá také jeho manželka.

## Život
Marie Anna se narodila jako nejstarší dcera Marie Terezy Bourbonské a jejího promiskuitního manžela Františka Ludvíka Bourbon-Conti. Její otec nevrátil své manželce náklonnost; místo toho žil jako libertin, zapojoval se do mnoha milostných vztahů se členy obou pohlaví. Jeho sexuální život způsobil v rodině napětí a odstup a vysloužil mu přezdívku le Grand Conti. Marie Anna se narodila na zámku Versailles jako princezna královské krve. Od narození do 24 let byl známá jako Mademoiselle de Conti, což bylo odvozené od otcova titulu. Marie Anna byla nejstarší ze sedmi dětí, přesto jen ona a další dva sourozenci přežili období dětství: její mladší bratr Louis Armand, který se stal v roce 1709 po otci knížetem z Conti, a mladší sestra Mademoiselle de La Roche-sur-Yon, která zemřela bezdětná v roce 1750. Marie Anna byla z obou sester považována za tu atraktivnější. Po smrti svého otce v roce 1709 se smířila se svou matkou, se kterou si byla vzdálená.
Marie Anna si byla blízká se svou babičkou z matčiny strany Annou Henriettou Bavorskou. Podle orleánské vévodkyně Alžběty Šarloty Falcké, Madame, byla Marie Anna zodpovědná za své vlastní manželství s vévodou z Bourbonu, protože to byla ona, kdo chtěl zabránit své orleánské sestřenici Marii Luise Alžbětě sňatek s prvním princem královské krve, nejurozenějším mužem u dvora po nejužší královské rodině. V roce 1713 se Marie Anna ve věku 24 let provdala z svého bratrance Louise Henriho, vévodu z Bourbonu a knížete z Condé. Běžně byl znám jako Monsieur le Duc. Ona a její bratr si vzali sourozence z Condé na společném obřadu 9. srpna. Její bratr se oženil s Louisovou sestrou Luisou Alžbětou. Po sňatku Marie Anna přijala oslovení Její Jasnost Madame la duchesse de Bourbon.
Její manžel byl nejstarším synem Luisy Františky Bourbonské, nejstarší nemanželské dcery krále Ludvíka XIV. s Madame de Montespan, a staré milenky otce Marie Anny. Říkalo se, že sestra Louise Henriho pojmenovaná také Marie Anna, byla ve skutečnosti nemanželskou dcerou otce Marie Anny, le Grand Contiho.
Pár, přestože byl v manželství sedm let, neměl žádné děti. Během manželství měla Marie Anna poměr s jedním Chevalier du Challar. Marie Anna zemřela 21. března 1720 ve věku 30 let v Paříži.
Madame o ní řekla:
Vévodova manželka není špatně vypadající osoba; má dobré oči a byla by velmi hezká, kdyby neměla zvyk natahovat a vystrkovat krk. Její postava je hrozná; je zcela křivá; její záda jsou zkřivená do tvaru S. Jednoho dne jsem ji zvědavě pozorovala, když jí Dauphine pomáhala oblékat se.

Je to zlý ďábel; ve všech ohledech zrádná a velmi nebezpečná. Celkově není moc dobrá. Její lež byla prostředkem, jak zabránit vévodovi ve sňatku s jednou z mých vnuček. Jako intimní přítelkyně paní de Berri, která velmi toužila po tom, aby se jedna z jejích sester provdala za vévodu a druhá za prince Contiho, slíbila uzavřít manželství za předpokladu, že madame de Berry o tom králi nebo mně nic neřekne. Poté, co uložila tuto podmínku, řekla králi, že madame de Berry a můj syn plánují sňatek bez jeho povolení; aby je potrestala, prosila krále, aby si mohla vzít vévodu ona, což se skutečně stalo.

Díky svému rozumu žije se svým manželem snášenlivě, i když k ní nemá přílišnou náklonnost. Sledují každý své vlastní chutě; vůbec na sebe nežárlí a říká se, že mají oddělené postele.

Po její smrti se její manžel v roce 1728 znovu oženil s mladou německou princeznou Karolínou Hesensko-Rotenburskou, sestrou sardinské královny. Orleánská vévodkyně po smrti Marie Anny napsala:
Mladá vévodkyně včera odpoledne (21. března 1720) zemřela. Vévodova radost ze smrti jeho manželky bude značně snížena, až se dozví, že odkázala veškerý svůj majetek své sestře Mademoiselle de La Roche-sur-Yon; a jelikož manžel a manželka žili podle pařížského zvyku „en communaute“, bude vévoda povinen vrátit polovinu ze všeho, co získal Lawovou bankou.

Marie Anna byla pohřbena v karmelitánském klášteře na předměstí Saint-Jacques v Paříži.

## Vývod z předků
|                       |                                 |  |                            |                                  |  |  |  |  |  |  |  | Jindřich I. Bourbon-Condé |
|                       |                                 |  |                            |                                  |  |  |  |  |  |  |  |                           |
|                       | Jindřich II. Bourbon-Condé      |  |                            |                                  |  |  |  |  |  |  |  |                           |
|                       |                                 |  |                            |                                  |  |  |  |  |  |  |  |                           |
|                       |                                 |  |                            | Šarlota Kateřina de La Trémoille |  |  |  |  |  |  |  |                           |
|                       |                                 |  |                            |                                  |  |  |  |  |  |  |  |                           |
|                       | Armand Bourbon-Conti            |  |                            |                                  |  |  |  |  |  |  |  |                           |
|                       |                                 |  |                            |                                  |  |  |  |  |  |  |  |                           |
|                       |                                 |  |                            | Jindřich I. z Montmorency        |  |  |  |  |  |  |  |                           |
|                       |                                 |  |                            |                                  |  |  |  |  |  |  |  |                           |
|                       | Šarlota Markéta de Montmorency  |  |                            |                                  |  |  |  |  |  |  |  |                           |
|                       |                                 |  |                            |                                  |  |  |  |  |  |  |  |                           |
|                       |                                 |  |                            | Luisa de Budos                   |  |  |  |  |  |  |  |                           |
|                       |                                 |  |                            |                                  |  |  |  |  |  |  |  |                           |
|                       | František Ludvík Bourbon-Conti  |  |                            |                                  |  |  |  |  |  |  |  |                           |
|                       |                                 |  |                            |                                  |  |  |  |  |  |  |  |                           |
|                       |                                 |  |                            | Vincenzo Martinozzi              |  |  |  |  |  |  |  |                           |
|                       |                                 |  |                            |                                  |  |  |  |  |  |  |  |                           |
|                       | Girolamo Martinozzi             |  |                            |                                  |  |  |  |  |  |  |  |                           |
|                       |                                 |  |                            |                                  |  |  |  |  |  |  |  |                           |
|                       |                                 |  |                            | Margherita Marcolini             |  |  |  |  |  |  |  |                           |
|                       |                                 |  |                            |                                  |  |  |  |  |  |  |  |                           |
|                       | Anna Marie Martinozzi           |  |                            |                                  |  |  |  |  |  |  |  |                           |
|                       |                                 |  |                            |                                  |  |  |  |  |  |  |  |                           |
|                       |                                 |  |                            | Pietro Mazzarini                 |  |  |  |  |  |  |  |                           |
|                       |                                 |  |                            |                                  |  |  |  |  |  |  |  |                           |
|                       | Laura Markéta Mazzarini         |  |                            |                                  |  |  |  |  |  |  |  |                           |
|                       |                                 |  |                            |                                  |  |  |  |  |  |  |  |                           |
|                       |                                 |  |                            | Ortensia Bufalini                |  |  |  |  |  |  |  |                           |
|                       |                                 |  |                            |                                  |  |  |  |  |  |  |  |                           |
| Marie Anna Bourbonská |                                 |  |                            |                                  |  |  |  |  |  |  |  |                           |
|                       |                                 |  |                            |                                  |  |  |  |  |  |  |  |                           |
|                       |                                 |  | Jindřich II. Bourbon-Condé |                                  |  |  |  |  |  |  |  |                           |
|                       |                                 |  |                            |                                  |  |  |  |  |  |  |  |                           |
|                       | Louis, Grand Condé              |  |                            |                                  |  |  |  |  |  |  |  |                           |
|                       |                                 |  |                            |                                  |  |  |  |  |  |  |  |                           |
|                       |                                 |  |                            | Šarlota Markéta de Montmorency   |  |  |  |  |  |  |  |                           |
|                       |                                 |  |                            |                                  |  |  |  |  |  |  |  |                           |
|                       | Jindřich Jules Bourbon-Condé    |  |                            |                                  |  |  |  |  |  |  |  |                           |
|                       |                                 |  |                            |                                  |  |  |  |  |  |  |  |                           |
|                       |                                 |  |                            | Urbain de Maillé-Brézé           |  |  |  |  |  |  |  |                           |
|                       |                                 |  |                            |                                  |  |  |  |  |  |  |  |                           |
|                       | Claire-Clémence de Maillé-Brézé |  |                            |                                  |  |  |  |  |  |  |  |                           |
|                       |                                 |  |                            |                                  |  |  |  |  |  |  |  |                           |
|                       |                                 |  |                            | Nicole du Plessis                |  |  |  |  |  |  |  |                           |
|                       |                                 |  |                            |                                  |  |  |  |  |  |  |  |                           |
|                       | Marie Tereza Bourbonská         |  |                            |                                  |  |  |  |  |  |  |  |                           |
|                       |                                 |  |                            |                                  |  |  |  |  |  |  |  |                           |
|                       |                                 |  |                            | Fridrich Falcký                  |  |  |  |  |  |  |  |                           |
|                       |                                 |  |                            |                                  |  |  |  |  |  |  |  |                           |
|                       | Eduard Falcký                   |  |                            |                                  |  |  |  |  |  |  |  |                           |
|                       |                                 |  |                            |                                  |  |  |  |  |  |  |  |                           |
|                       |                                 |  |                            | Alžběta Stuartovna               |  |  |  |  |  |  |  |                           |
|                       |                                 |  |                            |                                  |  |  |  |  |  |  |  |                           |
|                       | Anna Henrietta Bavorská         |  |                            |                                  |  |  |  |  |  |  |  |                           |
|                       |                                 |  |                            |                                  |  |  |  |  |  |  |  |                           |
|                       |                                 |  |                            | Karel I. Gonzaga                 |  |  |  |  |  |  |  |                           |
|                       |                                 |  |                            |                                  |  |  |  |  |  |  |  |                           |
|                       | Anna Gonzagová                  |  |                            |                                  |  |  |  |  |  |  |  |                           |
|                       |                                 |  |                            |                                  |  |  |  |  |  |  |  |                           |
|                       |                                 |  |                            | Kateřina de Mayenne              |  |  |  |  |  |  |  |                           |
|                       |                                 |  |                            |                                  |  |  |  |  |  |  |  |                           |